# Ceroxys flavoscutellata
Ceroxys flavoscutellata är en tvåvingeart som först beskrevs av Friedrich Georg Hendel 1935.  Ceroxys flavoscutellata ingår i släktet Ceroxys och familjen fläckflugor. Inga underarter finns listade i Catalogue of Life.